# Sphegigaster truncata
Sphegigaster truncata är en stekelart som beskrevs av Thomson 1878. Sphegigaster truncata ingår i släktet Sphegigaster och familjen puppglanssteklar. Arten är reproducerande i Sverige. Inga underarter finns listade i Catalogue of Life.